# Општина Думбрава Рошије (Њамц)
Думбрава Рошије (рум. Dumbrava Roşie) општина је у Румунији у округу Њамц.
Oпштина се налази на надморској висини од 297 m.